# Marks revir
Marks revir var 1911–1934 ett skogsförvaltningsområde inom Västra överjägmästardistriktet, Älvsborgs län, som omfattade Marks, Vedens och Bollebygds härad, av Gäsene härad Nårunga, Ljurs, Ornunga, Asklanda och Kvinnestads socknar, Kullings härad med undantag av Eggvena, Fölene, Tarsleds, Herrljunga, Södra Härene, Tumbergs, Bråttensby och Landa samt Remmene socknar. Det var indelat i fem bevakningstrakter. Vid 1910 års slut omfattade de allmänna skogarna inom reviret en sammanlagd areal av 16 488 hektar, varav nio kronoparker om totalt 4 523 hektar.
Marks revir uppgick 1934 i Alingsås revir.